# Hilarempis nondescripta
Hilarempis nondescripta är en tvåvingeart som beskrevs av Smith 1969. Hilarempis nondescripta ingår i släktet Hilarempis och familjen dansflugor. Inga underarter finns listade i Catalogue of Life.